# 南太平洋法老魚
南太平洋法老魚為輻鰭魚綱仙女魚目帆蜥魚亞目魣蜥魚科的一種，分布於南冰洋海域，屬深海魚類，深度0-2579公尺，體長可達105公分，棲息在中表層冷水域，生活習性不明。

## 擴展閱讀
維基物種上的相關：南太平洋法老魚